# Rhinecanthus lunula
Rhinecanthus lunula is een straalvinnige vissensoort uit de familie van trekkervissen (Balistidae). De wetenschappelijke naam van de soort is voor het eerst geldig gepubliceerd in 1983 door Randall & Steene.